# Discographie de Yelle
La discographie de Yelle, groupe de musique Pop, dance et electro, comprend l'ensemble des disques publié à ce jour.

## Albums
| 2007 | Pop-up - Date de sortie : 3 septembre 2007            | 61 | -   | -  | 8 |
| 2011 | Safari Disco Club - Date de sortie : 14 mars 2011     | 77 | 76  | 92 | 9 |
| 2014 | Complètement fou - Date de sortie : 29 septembre 2014 | 52 | 157 | -  | - |
| 2020 | L’Ère du Verseau - Date de sortie : 4 septembre 2020  | 70 | 138 | -  | - |

## Singles
| Année | Single                           | Classement des ventes | Classement des ventes | Classement des ventes | Classement des ventes | Album             |
| Année | Single                           | FR                    | BEL/Fr                | BEL/WA                | SUI                   | Album             |
| ----- | -------------------------------- | --------------------- | --------------------- | --------------------- | --------------------- | ----------------- |
| 2006  | Je veux te voir                  | 4                     | -                     | -                     | -                     | Pop-up            |
| 2007  | À cause des garçons              | 11                    | 40                    | -                     | 95                    | Pop-up            |
| 2008  | Ce jeu                           | -                     | -                     | -                     | -                     | Pop-up            |
| 2008  | Hot N Cold (avec Katy Perry)     | -                     | -                     | -                     | -                     | One of the Boys   |
| 2008  | Fresh Like Us (avec Chiddy Bang) | -                     | -                     | -                     | -                     | Hors album        |
| 2009  | Qui est cette fille ?            | -                     | -                     | -                     | -                     | Hors album        |
| 2010  | Cooler Couleur                   | -                     | -                     | 32                    | -                     | Tons of Friends   |
| 2010  | La Musique                       | -                     | -                     | -                     | -                     | Safari Disco Club |
| 2011  | Safari Disco Club                | -                     | -                     | -                     | -                     | Safari Disco Club |
| 2011  | Que veux-tu                      | -                     | -                     | -                     | -                     | Safari Disco Club |
| 2011  | Comme un enfant                  | -                     | -                     | -                     | -                     | Safari Disco Club |
| 2013  | A + B = C                        | -                     | -                     | -                     | -                     | Hors album        |
| 2013  | L'amour parfait                  | -                     | -                     | -                     | -                     | Hors album        |
| 2014  | Bouquet final                    | -                     | -                     | -                     | -                     | Complètement fou  |
| 2014  | Complètement Fou                 | 113                   | -                     | -                     | -                     | Complètement fou  |
| 2015  | Ba$$in                           | -                     | -                     | -                     | -                     | Complètement fou  |
| 2015  | Moteur Action                    | -                     | -                     | -                     | -                     | Complètement fou  |
| 2016  | Un Million                       | -                     | -                     | -                     | -                     | Hors album        |
| 2016  | Ici & Maintenant (Here & Now)    | -                     | -                     | -                     | -                     | Hors album        |
| 2017  | Interpassion                     | -                     | -                     | -                     | -                     | Hors album        |
| 2017  | Heterotopia (avec Oliver (en))   | -                     | -                     | -                     | -                     | Full Circle (en)  |
| 2017  | Romeo                            | -                     | -                     | -                     | -                     | L’Ère du Verseau  |
| 2018  | OMG!!!                           | -                     | -                     | -                     | -                     | L’Ère du Verseau  |
| 2020  | Je t'aime encore                 | 93                    | -                     | -                     | -                     | L’Ère du Verseau  |
| 2020  | Karaté                           | -                     | -                     | -                     | -                     | L’Ère du Verseau  |
| 2020  | J’veux un chien                  | -                     | -                     | -                     | -                     | L’Ère du Verseau  |
| 2020  | Vue d’en face                    | -                     | -                     | -                     | -                     | L’Ère du Verseau  |
| 2021  | Noir                             | -                     | -                     | -                     | -                     | L’Ère du Verseau  |

Janvier 2023 : Single Top Fan

## Vidéographie
| Année | Titre                            | Réalisateur                                 | Notes                                                                          |
| ----- | -------------------------------- | ------------------------------------------- | ------------------------------------------------------------------------------ |
| 2006  | Je veux te voir                  |                                             |                                                                                |
| 2007  | À cause des garçons              | Nima Nourizadeh                             |                                                                                |
| 2007  | À cause des garçons (TEPR Remix) | Bastien Lattanzio & Guillaume Berg          | Version du clip où apparaissent 3 danseurs de tecktonik                        |
| 2008  | Je veux te voir                  | Nicolas Benamou                             | Stylisme de Jean-Charles de Castelbajac Vincent Desagnat apparait dans le clip |
| 2008  | Ce Jeu                           | Yoann Lemoine                               | Stylisme du créateur belge Jean-Paul Lespagnard                                |
| 2009  | Une pute et un poussin           | Clément Michel                              | Court-métrage                                                                  |
| 2010  | La Musique                       | We are from L.A.                            | vidéo réalisée en animation de gifs                                            |
| 2011  | Safari Disco Club                | Jérémie Saindon                             |                                                                                |
| 2011  | Que veux-tu ?                    | Jérémie Saindon                             |                                                                                |
| 2011  | Comme un enfant                  | Jérémie Saindon                             |                                                                                |
| 2013  | A+B=C                            | Jean-François Perrier                       | Reprise de Mathématiques Modernes Vidéo plan séquence filmé avec un smartphone |
| 2014  | Complètement fou                 | MAL - Milord and L'Etiquette                |                                                                                |
| 2015  | Ba$$in                           | Diane Martel & Geoffrey Lillemon            |                                                                                |
| 2015  | Moteur Action                    | Aleksandra Kingo & Dmitry Yermolayev        |                                                                                |
| 2016  | Ici & Maintenant (Here & Now)    | Paul B. Cummings & Jean-François Perrier    | Présence de Nathan Barnatt (en) tout le long du clip                           |
| 2017  | Interpassion                     | Thibault Maîtrejean & Jean-François Perrier |                                                                                |
| 2017  | Roméo                            | Jean-François Perrier                       | Extraits de films des années 80-90 durant le clip.                             |
| 2018  | OMG!!!                           | Inès Alpha & Panteros666                    |                                                                                |
| 2020  | Je t'aime encore                 | Loïc Prigent                                |                                                                                |
| 2020  | Karaté                           | I Could Never Be A Dancer                   |                                                                                |
| 2020  | J'veux un chien                  | Giant                                       |                                                                                |
| 2020  | Vue d'en face                    | Giant                                       | Présence de Nicolas Maury tout le long du clip                                 |
| 2021  | Noir                             | Giant                                       |                                                                                |

## Participation
- 2007 : Parle à ma main de Fatal Bazooka (T'as vu)
- 2008 : Hot N Cold (Yelle remix) de Katy Perry (One of the Boys)
- 2008 : Fresh Like Us de Chiddy Bang
- 2010 : Cooler Couleur des Crookers (Tons of Friends)
- 2010 : Ophélie de Nouvelle Vague (Couleurs sur Paris)
- 2010: Emmène-Moi au Futur de SEGA (Super Monkey Ball: Step & Roll)
- 2012 : La stratégie de la poussette (Clément Michel)
- 2018 : Les bruits de la ville de Voyou
- 2021 : Coucou - Frànçois & the Atlas Mountains (Yelle Rework)
- 2022 : Les glaçons avec Kalika